# خوک زگیل‌دار تیمور
خوک زگیل‌دار تیمور (نام علمی: Sus timoriensis) نام یک گونه از سرده خوک است.